# NGC 396
NGC 396 je spirální galaxie v souhvězdí Ryb. Její zdánlivá jasnost je 15,7m a úhlová velikost 0,4′ × 0,3′. Galaxii objevil 27. října 1864 Albert Marth zrcadlovým dalekohledm o průměru  121,9 cm, v katalogu NGC je objekt popsán krajně slabý, malý, poněkud rozšířený.